# Children's Zoo (Zona crepusculară)
Zoo pentru copii (titlu original: Children's Zoo) este al doilea segment al celui de-al treilea episod al sezonului I al serialului Zona crepusculară din 1985. A avut premiera la 11 octombrie 1985. Este regizat de Robert Downey după un scenariu de Chris Hubbell și Gerrit Graham.

## Introducere
Nicio narațiune.

## Prezentare
Debbie este o fetiță ai cărei părinți se ceartă constant, acordându-i prea puțină atenție. Într-o zi ea le arată că a primit o invitație la o grădină zoologică pentru copii. Tatăl ei, ca să scape de ea, îi spune că este o idee bună, dar să o conducă mama la zoo. Mama, nemulțumită, se uită pe invitație și îi spune că acolo scrie că fetița trebuie însoțită la zoo de ambii părinți. Odată ajunși la zoo, recepționera le spune că turul îl va face fata singură, iar părinții trebuie să o aștepte într-o cameră. Dar de fapt camera este o cușcă, noua lor închisoare, iar turul reprezintă alegerea unor noi părinți închiși în diferite camere...

## Concluzie
Nicio narațiune.

## Cameo
Wes Craven apare într-un rol cameo, ca un tată furios închis în una din cuști. Craven a regizat câteva episoade ale acestui serial.

## Comentarii
Acest episod a fost proiectat să dureze doar 10 minute, fiind unul dintre cele mai scurte dintre episoadele/segmentele serialului. De aceea nu conține nicio introducere sau concluzie finală narativă. A fost produs cu scopul de a uni segmentele Healer și Kentucky Rye într-un singur episod .